# Maradi
Maradi é a segunda cidade mais populosa de Níger e o centro administrativo da Região de Maradi. É a principal cidade da região e localiza-se no centro-sul da região homônima, uma das sete em que está divida a República do Níger. A etnia predominante é a hauçá, com populações de etnia fulas e tuaregues. A cidade possuía, em 2012, 267.249 habitantes.

## Localização
Com cerca de 38 500 km², a região de Maradi se situa no limite sul da República do Níger, a meio caminho entre o Rio Níger e o Lago Tchade.
A cidade de Maradi situa-se a cerca de 540 km a leste de Niamey, a capital do Níger, na estrada principal N1 que liga a cidade de Niamey a Zinder. Ela representa também um local de interseção com a estrada que desce em direção à fronteira sul com a Nigéria para as cidades de Katsina e Kano. A cidade possui um aeroporto (código IATA MFQ).

## Geografia
A cidade situa-se a cerca de 370 metros de altitude. O relevo da região é relativamente plano, marcado por entalhes hidrográficos não funcionais, com exceção do Goulbi N´Kaba e alguns de seus afluentes que podem apresentar algum escoamento hídrico durante a estação chuvosa (de julho a setembro).
O clima da região é tropical seco ou semiárido ou ainda saheliano, com uma estação seca longa e uma estação de chuvas curta. As chuvas chegam a 650 mm no sul e diminui em direção ao limite norte onde são da ordem de 200 mm. As precipitações têm registros desde 1932 e apresentam uma grande variabilidade interanual.  As temperaturas mínimas médias são sempre superiores a 18°C (Koppen) e ocorrem nos meses de dezembro a janeiro. A amplitude térmica diurna é superior à amplitude anual e o fotoperiodismo é cotidiano e não estacional (Emberger).
De maio a setembro, os ventos dominantes são do setor Sudoeste (SW) entre 240 e 210 graus, provenientes do oceano Atlântico e carregados de umidade e determinam a intensidade da estação chuvosa. De novembro a março, os ventos dominantes são do setor Nordeste (NE) com uma direção bastante constante de 60 graus. Proveniente do Saara (região do Tibesti – Bilma), o Harmattan, como é conhecido, é um vento extremamente seco e dessecante, por vezes associado a tempestades de areia.

## Comunas
O departamento é composto pelas seguintes comunas:
- Maradi I
- Maradi II
- Maradi III